# Велика кинеска низија
Велика кинеска низија или Северна кинеска низија низија је настала раседањем и највећа је алувијална раван. Формирана је у касном палеогену и неогену, а затим је измењана наносима реке Хуангхе. Низија је омеђена планинским венцима Јаншана (на северу), Тајханшана (на западу), Дабјешана и Тјанмушана (на југу) и Жутим морем на истоку. Хуангхе тече кроз средину низије у Бохајско море.
Јужни део низије, традиционално називан Централна низија (пинјин: Zhōngyuán), представља колевку кинеске цивилизације.
Пекинг, главни град Кине, налази се на североисточној ивици равнице, са Тјенцином, важним индустријским градом и трговачком луком, у близини његове североисточне обале. Ђинан (главни град провинције Шандонг) и Џенгџоу (главни град провинције Хенан) леже и на равници, уз обале Жуте реке. Поред тога, престонице неколико царских кинеских династија налазиле су се у равници, укључујући Луојанг (који је на различитим временима био престоница династија Хан, Ђин, Суеј и Танг) и Кајфенг (престоница династије Северни Сонг[).
Вишенаменска брана Сјаолангди означава локацију последње долине Жуте реке пре него што се њене воде излију у Северну кинеску равницу, велику делту створену од муља таложеног на ушћу Жуте реке током миленијума. Севернокинеска равница обухвата већи део провинција Хенан, Хебеј и Шандонг, као и северне делове Ђангсуа и Анхуеја. Даље јужније, Севернокинеска равница се спаја са сличном равном делтом Јангцеа.
Севернокинеска равница је плодна и један је од најгушће насељених региона на свету. Равница је један од најважнијих пољопривредних региона Кине, где се производе пшеница, кукуруз, сирак, просо, кикирики, семе сусама, памук и разно поврће. То је главна област производње сирка, проса, кукуруза и памука у Кини. У источном делу равнице, Шандонгово нафтно поље Шенгли служи као важна нафтна база. Због свог жутог тла, Севернокинеска равница има надимак „Земља жуте тла”. Равница покрива површину од око 409,500 km2 (158,109 sq mi), од којих је већина мања од 50 m (160 ft) изнад нивоа мора.

## Историјски значај
Географија Северне кинеске равнице имала је дубоке културне и политичке импликације. За разлику од области јужно од Јангцеа, равница се углавном простире непрекинута планинама и има много мање река. Као резултат тога, комуникација поможу коња је брза унутар равнице, а говорни језик равнице је релативно уједначен, за разлику од мноштва језика и дијалеката у јужној Кини. Поред тога, могућност брзе комуникације је значила да се политички центар Кине обично налазио овде.
Пошто се плодно тло Севернокинеске равнице постепено стапа са степама и пустињама Џунгарије, Унутрашње Монголије и североисточне Кине, равница је била склона инвазији номадских или полуномадских племена пореклом из тих региона, што је подстакло изградњу Кинеског зида. Иако је тло Севернокинеске равнице плодно, време је непредвидиво, јер се налази на пресеку влажних ветрова са Пацифика и сувих ветрова из унутрашњости азијског континента. Ово чини равницу подложном и поплавама и суши. Штавише, равност равнице промовише велике поплаве када су речни насипи оштећени. Многи историчари су предложили да су ови фактори подстакли развој централизоване кинеске државе која би управљала житницама, одржавала хидрауличне радове и управљала утврђењима за заштиту од степских народа. (Школа „хидрауличког друштва“ сматра да су се ране државе развиле у долинама Нила, Еуфрата, Инда и Жуте реке због потребе да се надгледа велики број радника за изградњу канала за наводњавање и контролу поплава.)
Филозофски гледано, Севернокинеска равница је такође била родно место Конфучија, традиционалног патријарха источноазијске филозофије. Конфуције је живео и предавао у држави Лу од 551. до 479. године пре нове ере. Његова учења, записана у Разговорима, на крају су постала школа мишљења позната као конфучијанизам.. Везан за класични кинески систем писања, конфучијанизам се проширио широм Кине и Кореје, Јапана и Вијетнама, снажно утичући на њихову политичку, правну и образовну бирократију.